# ダン・ハルツ
ダン・ハルーツ（Dan Halutz,ヘブライ語、דן חלוץ）は、1948年8月7日生まれのイスラエルの軍人。レバノン侵攻時の参謀総長。中将。
1966年からイスラエル空軍に勤務。数回退役しているが、武装紛争の度に現役に復帰した。ラビ戦闘機の開発に関するアメリカ・イスラエル共同プロジェクトに参加。2005年、参謀総長となった。

## 経歴
テルアビブにイラン系ユダヤ人の家庭に生まれ、南サマリアのハゴル町で育った。1966年、イスラエル空軍飛行士訓練課程に入り、1968年に卒業。卒業後、ウーラガン戦闘機、4ヵ月後にはミステール戦闘機、更に8ヵ月後にはボートゥール爆撃機の操縦に習熟した。1969年12月、F-4ファントム戦闘機を装備するイスラエル最初の飛行隊（第201飛行隊）に配属。1969年～1970年の消耗戦争時代、同飛行隊で40ソーティーを遂行した。
1973年に除隊したが、同年の第四次中東戦争に従軍。43ソーティーを遂行し、敵機3機を撃墜した。1975年、空軍に復帰し、第1飛行隊副隊長となる。1977年、「テウファ」飛行隊副隊長に任命。
1978年、再び除隊し、テルアビブ大学に入学、経済学位を受けた。1982年、レバノン内戦勃発後、再び空軍に復帰し、F-16戦闘機を操縦。1983年、兵器部長に任命。1984年、中佐に昇進し、F-4の飛行隊長となる。1986年、大佐に昇進し、ラビプロジェクトの部署を指揮する。
1991年、ハツォール空軍基地司令。1993年、准将に昇進し、航空部隊指揮官に任命。1995年、空軍参謀長。2004年、イスラエル国防軍参謀次長、2005年、第18代参謀総長となる。2007年1月17日、レバノン侵攻の失敗の責任を問われて辞任。ハルーツが批判を浴びたのは敗戦責任だけではなく、侵攻の直前に所有していた株式を大量に売りぬけて巨額の利益を得ていた事実が開戦後明らかになり、道義的責任を追及する声が大きくなったため。

## 家族
妻帯、1男1女を有する。